# Krzyż Wielkopolski
Krzyż Wielkopolski [ˈkʃɨʒ‿vʲɛlkɔˈpɔlskʲi] (Krzyż i Storpolen, ofta bara kallad Krzyż, på tyska: Kreuz), är en småstad och järnvägsknut i västra Polen.  Staden ligger omkring 60 kilometer öster om Gorzów Wielkopolski, i Powiat Czarnkowsko-Trzcianecki i nordvästra delen av Storpolens vojvodskap.  Krzyż har 6 213 invånare (2011).
Orten uppstod som en tättrafikerad järnvägsknut från mitten av 1800-talet, då den preussiska östra stambanan mellan Berlin och Königsberg (nuvarande Kaliningrad) korsade järnvägen mellan Szczecin och Poznań här.  1936 fick orten stadsstatus och är idag huvudort i kommunen med samma namn.